# Seokjeon-dong
Seokjeon-dong (koreanska: 석전동) är en stadsdel i staden Changwon i provinsen Södra Gyeongsang i den sydöstra delen av Sydkorea, 300 km sydost om huvudstaden Seoul. Den ligger i stadsdistriktet Masanhoewon-gu.